# چنار تپه
چنار تپه مربوط به هزاره دوم پیش از میلاد و هزاره یکم پیش از میلاد است و در شهرستان قوچان، بخش مرکزی، روستای جعفرآباد واقع شده و این اثر در تاریخ ۲۴ تیر ۱۳۸۲ با شمارهٔ ثبت ۹۲۴۶ به‌عنوان یکی از آثار ملی ایران به ثبت رسیده است.